# باساک، شارونت
باساک (به فرانسوی: Bassac) یک کمون (فرانسه) در فرانسه است که در شارنت واقع شده‌است. باساک ۷٫۶۲ کیلومتر مربع مساحت دارد ۲۰ متر بالاتر از سطح دریا واقع شده‌است.